# Generale Antonio Cantore (cacciatorpediniere)
Il Generale Antonio Cantore è stato un cacciatorpediniere (e successivamente una torpediniera) della Regia Marina.

## Storia

### Il servizio in tempo di pace
Costruita tra il novembre 1919 ed il luglio 1921, la nave era capoclasse della Classe Generali (detta per questo anche Classe Generale Antonio Cantore). Dall'entrata in servizio all'aprile 1923 la nave fu scarsamente impiegata nell'addestramento in Mar Tirreno, sotto il controllo del Dipartimento Militare Marittimo di La Spezia, dopo di che, assegnata alla II Squadriglia Cacciatorpediniere (od al II Gruppo Cacciatorpediniere della Forza Navale del Mediterraneo), iniziò ad operare con le forze navali, effettuando attività di squadra ed una crociera che lo condusse a Tripoli ed in Cirenaica.
Il 20 agosto 1923, durante la crisi di Corfù, il Cantore lasciò Taranto insieme ai gemelli Generale Antonio Chinotto, Generale Marcello Prestinari e Generale Achille Papa, ai cacciatorpediniere Giuseppe Sirtori e Giuseppe La Masa, alle corazzate Duilio ed Andrea Doria, all'esploratore Augusto Riboty, ad un dragamine ed a due navi ausiliarie: tale forza navale, che raggiunse Portolago, nell'isola di Lero, fu posta a protezione del Dodecaneso da eventuali atti di ostilità da parte della Grecia. Nel corso della crisi di Corfù il Cantore svolse alcune missioni nelle acque della Grecia.
Negli anni venti e trenta la nave prese parte a varie crociere ed ebbe notevole impiego. Nel 1924 il Cantore fu inviato a Tobruk, mentre l'anno successivo, unitamente alla IX Squadriglia Cacciatorpediniere, compì un viaggio che lo portò nel Dodecaneso, dove fece scalo nelle isole principali, e poi a Giaffa, Alessandria d'Egitto, Tobruk ed infine Taranto, dove arrivò nel gennaio 1926, concludendo la crociera. Negli ultimi mesi del 1926 il Cantore fu stazionario a Tripoli e nel gennaio 1927 tornò in Italia, inquadrato nella II Squadriglia Cacciatorpediniere della I Squadra.

Il cacciatorpediniere fotografato il 2 gennaio 1926.

Nell'estate 1927 il cacciatorpediniere tornò a Tripoli e vi rimase sino al marzo dell'anno successivo, quando fu destinato alla VI Squadriglia Cacciatorpediniere della II Squadra. Nell'estate del 1928 l'unità compì una crociera lungo le coste della Grecia insieme alla VI Squadriglia.
Nel 1929 il Cantore, insieme ai gemelli Generale Carlo Montanari, Generale Marcello Prestinari e Generale Achille Papa e ad un altro cacciatorpediniere, il Giuseppe La Masa, formava la VI Squadriglia Cacciatorpediniere, che, insieme alla V Squadriglia (quattro unità) ed all'esploratore Carlo Mirabello, costituiva la 3ª Flottiglia della II Divisione Siluranti, aggregata alla 2ª Squadra, con base a Taranto. Il 1º ottobre 1929 l'unità, come tutte le navi gemelle, fu declassata a torpediniera.
Dal gennaio 1929 alla primavera 1930 la Cantore rimase in riserva nel porto di Taranto (era infatti stata assegnata al IX Gruppo di Riserva), poi fu inviata a La Spezia come riserva divisionale della I Squadra e successivamente con inquadramento nella III Squadriglia Torpediniere. In questo periodo l'unità operò alle dipendenze dell'Accademia Navale di Livorno, eseguendo esercitazioni di tiro e di lancio per gli allievi.
Nel 1931 la torpediniera faceva parte, insieme all'esploratore Aquila, al cacciatorpediniere Alessandro Poerio ed alle torpediniere Giacinto Carini e Giuseppe La Farina, della IV Squadriglia Cacciatorpediniere, aggregata alla Divisione Speciale dell'ammiraglio Denti. Nei primi anni trenta prestò servizio a bordo della Cantore il marinaio silurista Pietro Venuti, futura Medaglia d'oro al valor militare.
Agli inizi del 1936 la nave venne trasferita per qualche mese in Mar Rosso, dove fece parte della Divisione Navale in Africa Orientale, tornando a Taranto in ottobre. Sempre nel 1936, in seguito a lavori di modifica, la Cantore fu dotata di strumentazioni per effettuare il dragaggio di mine in corsa.
Dal 1937 al 1939 la nave rimase, sostanzialmente inutilizzata, a Taranto e Messina con la III Squadriglia Torpediniere (assegnata al Dipartimento Militare Marittimo di Taranto), poi, distaccata a Napoli, espletò intenso servizio di collegamento con le isole dell'Arcipelago Campano. Nel 1939 la torpediniera venne sottoposta a lavori di rimodernamento dell'armamento, in seguito ai quali i due cannoni singoli da 76/40 Mod. 1917 vennero sbarcati e sostituiti con due mitragliere binate Breda 20/65 Mod. 1935 e 2-4 mitragliere singole da 8/80 mm.

### La seconda guerra mondiale

#### 1940
All'ingresso dell'Italia nella seconda guerra mondiale il 10 giugno 1940, la Cantore faceva parte della III Squadriglia Torpediniere (che formava unitamente alla gemella Prestinari), con base a Napoli. In un primo periodo la nave operò con funzioni di scorta nel basso Adriatico.
Il 21 ottobre 1940, infatti, con la ricostituzione del Comando Superiore Traffico Albania (Maritrafalba, già in precedenza attivo dal 5 settembre 1940 al suo primo scioglimento, il 12 ottobre 1940, ma senza la Cantore alle sue dipendenze), la torpediniera venne dislocata a Brindisi ed assegnata, con altre unità (due anziani cacciatorpediniere, altre nove torpediniere, quattro incrociatori ausiliari e la XIII Squadriglia MAS), a tale Comando, per il servizio di scorta convogli da e per l'Albania nonché di ricerca e caccia antisommergibile.

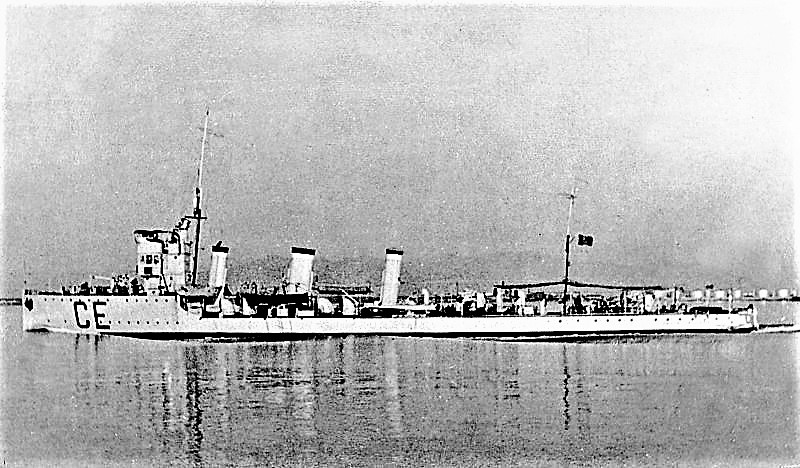
La nave nella foto ufficiale.

Il 2 novembre la Cantore diede inizio alla propria prima missione di scorta agli ordini di Maritrafalba, lasciando Brindisi cinquanta minuti dopo la mezzanotte, insieme alla torpediniera Giacomo Medici, per scortare a Valona un convoglio composto dai piroscafi Italia, Capo Vado e Tirso, dalle motonavi Città di Savona, Città di Trapani, Città di Agrigento, Marin Sanudo e Città di Bastia e dalla cisterna militare e nave da sbarco Sesia: tali unità trasportavano truppe (4670 uomini) e materiali (240 quadrupedi, 100 autoveicoli, 48 motocicli, quattro autocarri, tre carri armati, 16 carri armati leggeri, undici carrette, quattro forni, nove autocannoni e due autobarche) della Divisione Fanteria «Bari», inizialmente destinata allo sbarcò a Corfù e poi inviata di rinforzo in Albania dopo la rinuncia alla conquista dell'isola. Il convoglio raggiunse Valona alle nove del mattino del 2 novembre.
Il 4 novembre, alle 3:15, l'unità salpò da Brindisi insieme all'incrociatore ausiliario Capitano A. Cecchi, scortando la motonave Piero Foscari ed il piroscafo Aventino, aventi a bordo 972 uomini, 145 tonnellate di munizioni, quadrupedi, autoveicoli ed altri rifornimenti. Le navi arrivarono a Valona alle nove del mattino stesso.
Alle 23:30 dell'8 novembre Cantore e Medici, unitamente all'anziana torpediniera Curtatone, partirono da Bari insieme al Capitano Cecchi di scorta ai piroscafi Argentina, Italia e Firenze ed alla motonave Città di Marsala, aventi a bordo 3219 militari e 287 tonnellate di rifornimenti. Il convoglio raggiunse Durazzo alle 16 del 9 novembre. Il 10 novembre, alle 16, Cantore e Medici lasciarono Durazzo e rientrarono a Bari, dove giunsero alle 8:10 dell'11, scortando i quattro trasporti dell'andata, che tornavano vuoti.
Alle 18 del 26 novembre la torpediniera salpò da Bari scortando i piroscafi Olimpia e Tergestea, aventi a bordo 327 automezzi, a Durazzo, dove arrivò alle 9:30 del 27. Alle 11 la Cantore ripartì da Durazzo diretta a Bari, dove arrivò alle 23:25, scortandovi le motonavi scariche Verdi e Puccini.
La nave tornò poi in Albania. Il 27 novembre, alle undici del mattino, la Cantore ripartì da Durazzo di scorta nuovamente a Verdi e Puccini, che rientravano vuote a Bari, dove giunsero alle 00:25 del 28.

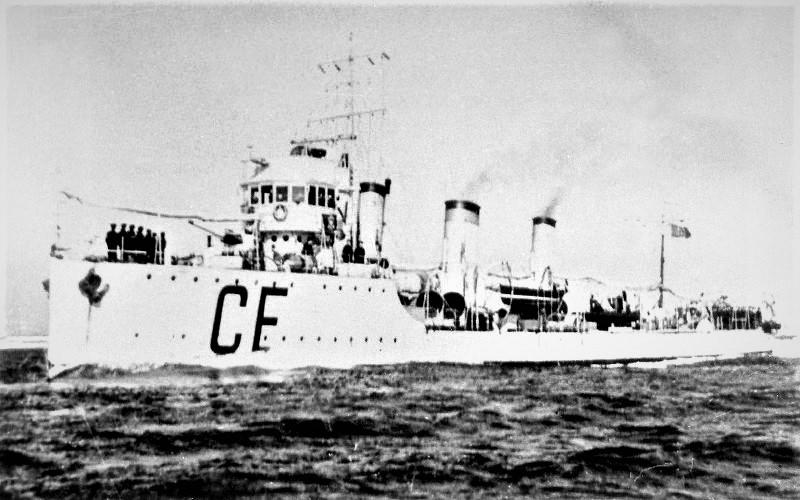
La Cantore fotografata nel 1940.

Il 1º dicembre, alle sei di sera, la Cantore salpò da Durazzo scortando i piroscafi scarichi Diana e Romagna a Bari, dove arrivò alle 19 del 2 dicembre. Alle 10:30 del 5 dicembre la torpediniera, insieme al cacciatorpediniere Riboty, partì da Brindisi di scorta alle motonavi postali Piero Foscari e Filippo Grimani, che trasportavano anche 18 automezzi e 251 militari. Dopo essere arrivato a Durazzo ed aver sbarcato il carico, il convoglio ripartì per Brindisi, arrivandovi alle otto del mattino del 6 dicembre.
Alle sette di sera del 6 dicembre l'unità, insieme all'incrociatore ausiliario Egeo, prese il mare da Bari di scorta al grosso piroscafo Piemonte, avente a bordo 3020 militari, 158 quadrupedi e 319 tonnellate di rifornimenti, giungendo a Valona alle otto del mattino seguente. Il 12 dicembre, alle 7, la Cantore ripartì da Valona di scorta alle motonavi scariche Città di Agrigento, Città di Savona e Viminale, con le quali arrivò a Brindisi alle 18:40.
Il 22 dicembre, alle otto del mattino, la Cantore e l'incrociatore ausiliario Brindisi partirono da Brindisi alla volta di Valona, scortando il grosso piroscafo Sardegna, avente a bordo il primo scaglione della Divisione Fanteria «Cuneo» (2592 uomini e 203 tonnellate di artiglieria ed altri materiali): il convoglio arrivò nel porto albanese alle 16.
Nella notte tra il 24 ed il 25 dicembre la nave, insieme ad un rimorchiatore e tre motovelieri, lasciò il porto albanese su ordine di Marina Valona, per cercare partecipare alle operazioni di soccorso al piroscafo Firenze, silurato il giorno precedente durante la navigazione da Bari a Valona in posizione 40°34' N e 19°02' E (tutti i sopravvissuti, 903 dei 996 uomini a bordo, vennero salvati dall'incrociatore ausiliario Barletta e da altre unità di scorta, ed il relitto galleggiante del piroscafo, nell'impossibilità di rimorchiarlo, venne abbandonato alla deriva). Alle 13 del 26 dicembre la nave lasciò Valona per Durazzo, dove giunse dopo tre ore, scortandovi le motonavi vuote Città di Trapani, Città di Agrigento e Viminale.

#### 1941
Alle 00:10 del 5 gennaio 1941 la Cantore, insieme ai cacciatorpediniere Fulmine e Giosuè Carducci ed al Capitano Cecchi, lasciò Brindisi per scortare a Valona, dove giunsero alle otto, la Città di Marsala ed altre due motonavi, Verdi e Città di Agrigento, aventi a bordo in tutto 2024 uomini e 328 tonnellate di rifornimenti. All'una del pomeriggio la nave ripartì alla volta di Brindisi, dove giunse alle 22:40, scortandovi la motonave Città di Trapani ed il piroscafo Monrosa, scarichi.
L'8 gennaio, alle 2:45, la torpediniera lasciò Brindisi scortando la Città di Trapani ed il piroscafo Silvano, aventi a bordo 733 militari, 620 quadrupedi, undici autoveicoli e 139,5 tonnellate di provviste, vestiario, foraggio ed altri rifornimenti: le navi raggiunsero Valona alle 13. L'indomani, alle sette, l'unità lasciò Valona di scorta alla motonave Verdi ed ai piroscafi Argentina e Titania, vuoti, arrivando a Brindisi alle 13:35. La Cantore proseguì scortando la sola Verdi sino a Bari.
Alle 22 dell'11 gennaio la nave partì da Bari per scortare a Durazzo i piroscafi Zena e Sant'Agata, aventi a bordo 154 militari, 1340 quadrupedi e 55,5 tonnellate di materiali. Le navi giunsero nel sorgitore albanese alle 12:30 del 12 gennaio, e la Cantore ne ripartì a mezzogiorno del 13, scortando le motonavi scariche Verdi e Donizetti a Bari, dove arrivarono alle due di notte del 14.

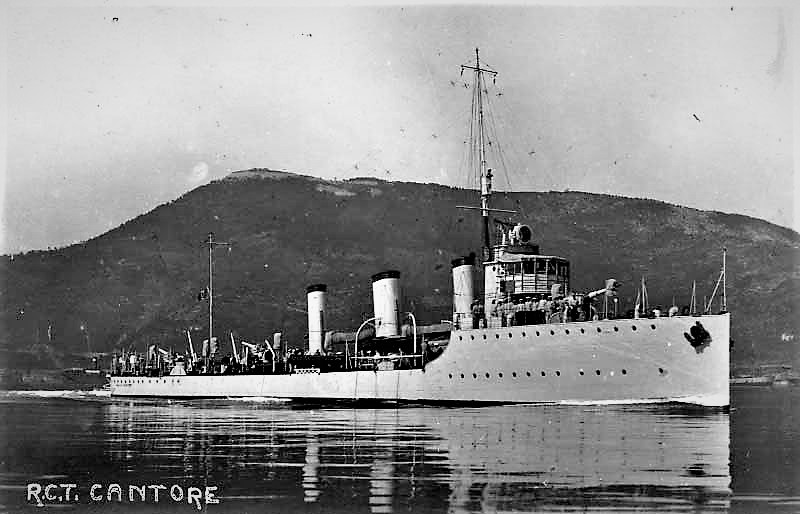
La torpediniera in navigazione.

Alle 9:30 dell'8 febbraio 1941 la torpediniera lasciò Napoli per scortare a Tripoli, insieme al cacciatorpediniere Turbine ed alle torpediniere Orsa e Giuseppe Missori, il primo convoglio con truppe dell'Afrika Korps (piroscafi Ankara, Alicante, Arcturus), che dovette temporaneamente sostare – dall'8 al 10 febbraio – a Palermo per non imbattersi nella Forza H britannica. Alle 16:50 dell'11 febbraio il sommergibile britannico Unique attaccò l'Ankara al largo di Tripoli, ma non provocò danni. Nonostante un altro attacco dell'Unique, il convoglio giunse comunque indenne in porto il giorno stesso, alle tre del pomeriggio. Le navi furono anche attaccate da aerei il 14, mentre rientravano dalla Libia, ma non subirono danni.
In seguito all'invasione italo-tedesca della Jugoslavia, nella primavera del 1941, la Cantore prese parte all'occupazione di varie isole della Dalmazia, nonché ad azioni di repressione della guerriglia partigiana, contro gruppi e covi di partigiani jugoslavi.
Successivamente la torpediniera venne destinata a missioni di scorta convogli lungo le rotte della Grecia e della Libia, sia con convoglio costieri che dall'Italia all'Africa settentrionale.
L'11 settembre 1941 la nave salpò da Patrasso di scorta al piroscafo Alfredo Oriani: dopo una tappa a Brindisi il convoglio proseguì per Bengasi, ma lo stesso giorno 11, alle 13:15, il mercantile fu colpito ed immobilizzato da bombardieri britannici Bristol Blenheim in posizione 35°05' N e 20°16' E, affondando due giorni dopo, alle 17:55, nel punto 35°05' N e 26°30' E. Il 18 settembre la torpediniera scortò da Patrasso a Brindisi la motonave Donzetti e la cisterna militare Urano.
Il 13 dicembre la Cantore ed un'altra torpediniera, la Calliope, sarebbero dovute venire incontro alla IV Divisione incrociatori (Alberico da Barbiano e Alberto di Giussano) diretta a Tripoli con un importante carico di carburante, ma la IV Divisione venne distrutta da cacciatorpediniere inglesi al largo di Capo Bon e non arrivò quindi al punto dell'incontro.

#### 1942
Il 21 giugno 1942 la vecchia torpediniera ed un'unità più moderna, la Circe, uscirono da Tripoli per partecipare alle operazioni di soccorso del piroscafo tedesco Reichenfels, affondato da aerosiluranti, a cui tuttavia provvide l'unità che stava scortando tale nave, il cacciatorpediniere Nicoloso da Recco.
Alle 13.30 del 21 agosto 1942 la Cantore salpò da Bengasi per scortare a Tobruk la nave cisterna Petrarca, ma l'indomani la torpediniera urtò una mina, facente parte di uno sbarramento di 46 ordigni posato dal sommergibile britannico Porpoise, ed affondò spezzandosi in due al largo di Ras el Tin, a nordest di Tobruk. 23 dei membri dell'equipaggio vi trovarono la morte.
Complessivamente la Generale Antonio Cantore aveva svolto 210 missioni di guerra, delle quali 105 di scorta, e percorso circa 49.000 miglia nautiche.